# Гиртоп (Тараклійський район)
Гирто́п (рум. Hîrtop) — село в Тараклійському районі Молдови, відноситься до комуни Альбота-де-Жос.
Село розташоване на річці Салча.